# Sørup (Slesvig)
 For alternative betydninger, se Sørup. (Se også artikler, som begynder med Sørup)
Sørup (dansk) eller Sörup (tysk) er en landsby og kommune beliggende midtvejs mellem Flensborg og Kappel i det centrale Angel i Sydslesvig. Administrativt hører kommunen under under Kreis Slesvig-Flensborg i delstaten Slesvig-Holsten i det nordlige Tyskland. Sørup har 4318 indbyggere (2018). Den er stationsby på jernbanestrækningen Flensborg-Egernførde-Kiel, som blev anlagt i 1881.

## Geografi
Sørup er beliggende i et typisk østjysk bakkelandskab med bundmoræner. I den østlige og sydøstlige del af kommunen findes flere skovpartier som den 21 ha store Storskov (Großholz, 1777 som Stor Schau) ved Sørupskov, mod syd den store Søndersø og mod nordvest Venerød Sø.
Den nuværende kommune er identisk med Sørup Sogn og omfatter landsbyerne Bjerre (også Bjerge, Barg), Bjerremark (Bargfeld), Fladsby (Flatzby), Gammelby, Harresby (Hardesby), Holdhid (Hollehitt), Løstrup (Löstrup), Mosevad (Mooswatt), Mølleskov (Mühlenholz), Mølmark (også Møglmark, Möllmark), Silkemose (Silkmoos), Svendsby (Schwensby), Søndersø (Südensee), Sørup Mølle (Sörupmühle), Sørupskov (Sörupholz), Venerød (også Vinderad og Vinderød, på tysk Winderatt) og en del af Eslingsvad (også Eskildvad, ty. Eslingwatt). Kommunen samarbejder på administrativt plan med andre kommuner i Midtangel kommunefælleskab (Amt Mittleres Angeln).  

## Historie
Sørup første gang nævnt 1338 (Dipl. dan. 2, 12). Stednavnet forklares ved landsbyens beliggenhed ved en sø, formodentlig ved Søndersøen, som tidligere også blev kaldt for Sørup Sø. I den danske tid hørte Sørup under Ny Herred som dets vestligste sogn. I nærheden af Sørup i Tingskov lå i middelalderen formodentlig Ny Herreds tingsted. Mange besiddelser i og omkringen Sørup tilhørte domkirken i Slesvig eller det sydøst for byen liggende kloster i Mårkær. 1482 nævnes f.eks. Svendsbygaard som tilhørende den slesvigske domkapitel, senere blev godset forøget med den senere nedlagte landsby Riggelsby (også Richelsby), som endnu eksisterede i 1499. I nyere tid er landsbyen udvidet med nye parcelhuskvarter såsom Bromaj (Bromay) og Vanrad (Wanratt)
I Venerød findes et populært frugtmuseum med cirka 600 gamle æble- og andre frugtsorter på et cirka 4,1 hektar stort areal. Museet viser mange gamle maskiner og udstyr til forarbejdning af frugt og grøntsager. I Svendsby befinder sig en hollændermølle fra 1883.
I byen findes både en tysk og en dansk skole (Sørup Danske Skole). Det nærmeste tyske gymnasium befinder sig i Satrup. Det nærmeste danske gymnasium ligger i Flensborg (Duborgskolen).

## Sørup Kirke
Den romanske Mariekirke (Vor Frue Kirke) fra 1100-tallet er den bedst bevarede og mest fuldstændige, romanske kvaderstenskirke i Sydslesvig. Både apsis, kor, skib og tårn er bygget af tilhuggede granitkvadre. Apsis er delt i fem arkader, som hviler hver på fire halvsøjler med terningkapitæler og fodstykker på en profileret sokkel. Både nord- og vestportalen har en billedprydet tympanon i ganske lavt relief med en fremstilling af Kristus mellem Peter (med nøglen) og Paulus (med skriftrullen). Patronatsherre var den danske konge. Kirken er sandsynligvis bygget af de samme bygmestre, som opførte også Slesvig Domkirke og kirkerne i de angelske landsbyer Munkbrarup, Husby, Havetoft og Nørre Brarup.

## Kendte
- Claus Manicus (1795 i Gammelbyskov ved Sørup - 1877 i København), dansk læge og redaktør

## Billeder
- Sørup Kirke
- Søndersøen
- Sørup danske Skole
- Sørup Station